# 迪尼夫齊
48°19′8″N 26°17′41″E / 48.31889°N 26.29472°E

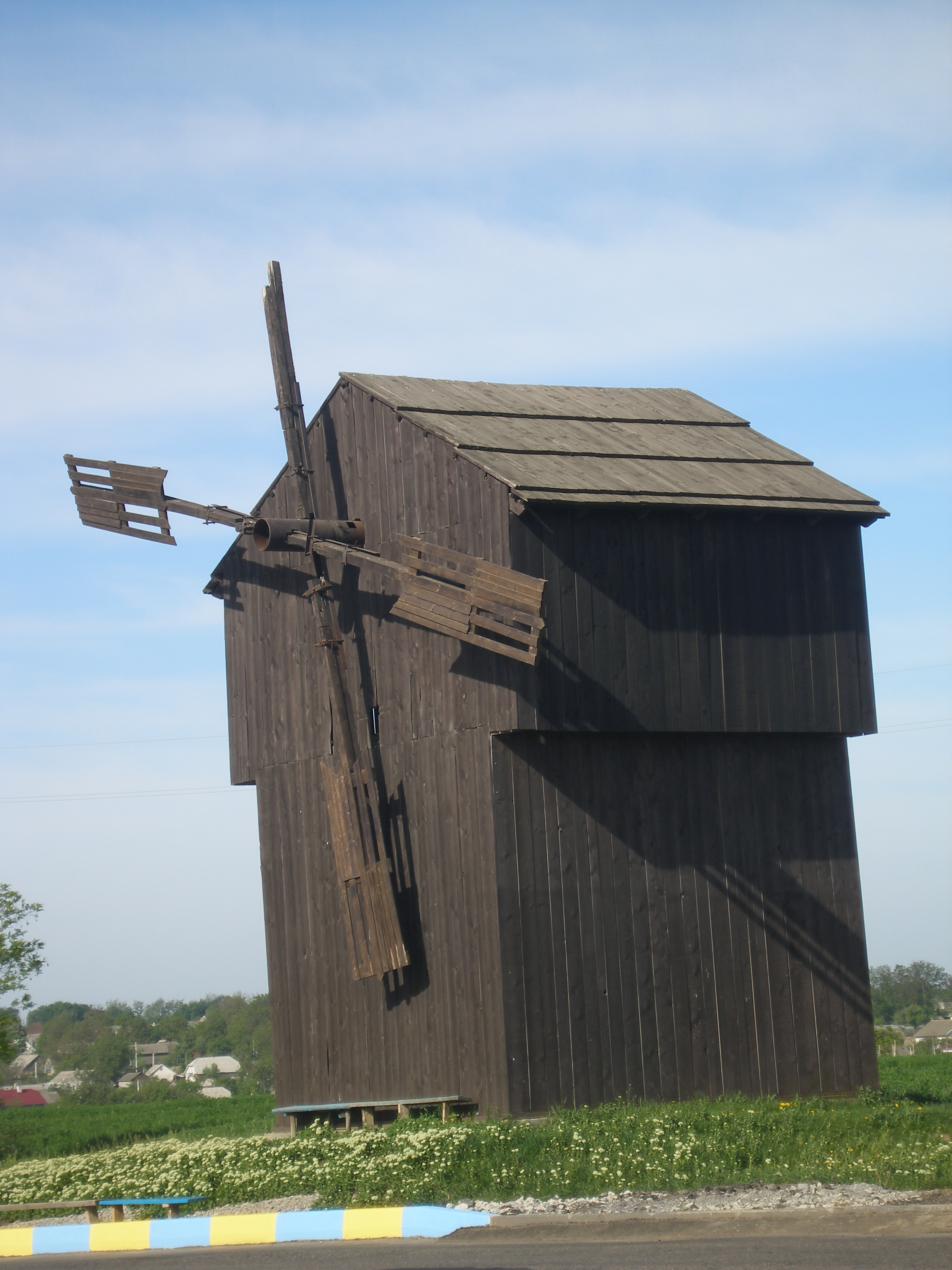
木制风车

迪尼夫齊（烏克蘭語：Динівці）是位於烏克蘭西南部的村莊，由切爾諾夫策州切爾諾夫策區的新謝利察市鎮負責管轄。該村海拔高度231米，2009年人口5,211，96%居民使用羅馬尼亞語。